# Oskar Wilho

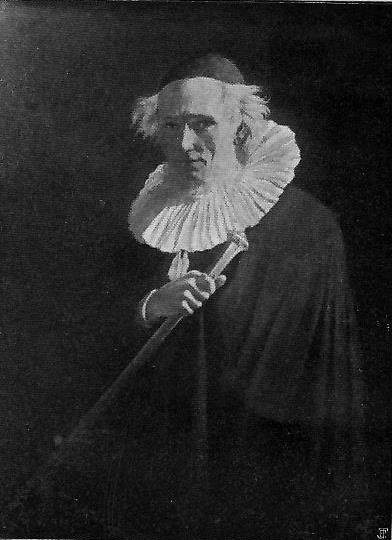
Oskar Wilho.

Oskar Vilhelm Wilho (även Oskari Vilho, ursprungligen Gröneqvist), född 23 januari 1840 i Kuhmalax, död 5 maj 1883 i Görbersdorf in Schlesien, Tyskland, var en finländsk skådespelare. 
Efter studentexamen 1863 studerade Wilho vid Dramatens elevskola i Stockholm. Han medverkade i Zakeus roll i det historiska ögonblick på Nya teatern 1869, då Aleksis Kivis skådespel Lea uppfördes vid den första offentliga föreställningen på finska, med Charlotte Raa i titelrollen. Då Suomalainen teatteri grundades 1872, anslöt han sig till teatern som skådespelare, varefter Kaarlo Bergbom utsåg honom till biträdande teaterchef. Han fick lära upp de mer eller mindre amatörmässiga artisterna för att samma år i Björneborg inviga den första teatern med finska som scenspråk. Han ambulerade med teatern och var dess ledare i sju år, medan Bergbom skötte operaavdelningen på Arkadiateatern. Sin största framgång hade han i komiska roller, såsom Ludvig Holbergs Jeppe på Berget och Harpagon i Molières Den girige. Hans hälsa var klen och han avled redan vid 43 års ålder på ett sanatorium i Schlesien.